# 威廉·赫斯特
威廉·伦道夫·赫斯特（英語：William Randolph Hearst，1863年4月29日—1951年8月14日）美国报业大王、企业家，赫斯特国际集团（Hearst Corporation）的创始人。赫斯特是一位在新闻史上饱受争议的人物，被称为新闻界的“希特勒”、“黄色新闻大王”。他在20世纪初掀起的黄色新闻浪潮，对后来新闻传媒产生了深远影响。

## 生平

### 早年
赫斯特出生于1863年4月29日，其父乔治·赫斯特是一名成功的拓荒者，曾成功投资多个矿区，后在美国和墨西哥的牧场积累了众多财富，威廉是他和菲比·赫斯特的独子。乔治在西海岸旧金山发财后，购买了《旧金山考察家报》（The Examiner），把它办成了民主党机关报。赫斯特从小就对报纸发生了浓厚兴趣。然而其父不愿让其重走老路，同时也对赫斯特寄予了更高的希望，在新罕布夏州的聖保羅學校完成学前准备后，1885年赫斯特进入哈佛學院，并且成为Delta Kappa Epsilon（A.D. Club，哈佛最具声望的终级俱乐部之一）会员。
赫斯特在哈佛的经历谈不上成功，也是令人侧目的，他是个挥霍无度的西部佬，沉湎于纵情酒乐。曾担任幽默杂志《讽刺文》（Lampoon）的经理，却幹的很出色。大学二年级，因在庆祝格罗弗·克里夫兰当选总统时大放烟火被哈佛勒令休学。复学几个月之后，由于同教授们恶作剧（将威廉·詹姆斯和喬賽亞·羅伊斯的画像装饰便壶），被逐出校门。
在哈佛时，潜心钻研过报纸的煽情手法，还前往普利策的《纽约世界报》当过一个假期的见习记者。
被学校开除后，未放弃办报的想法，依然在纽约考察了一段时间的报业市场，然后打道回府。

### 旧金山考察家报
1887年，其父当选为美国参议员，24岁的赫斯特成为《考察家报》的主编。挑选山姆·S·張伯伦（Sam S.Chamberlain）担任编辑主任，聘请安布罗斯·比尔斯开辟「闲谈」专栏（Prattle）。爱德华·H·汉密尔顿（Edward H.Hamilton）和社论撰稿人阿瑟·麦克尤恩等明星记者也都纷纷签约为赫斯特效力。上班第一天，他就向员工宣布要让世界“发惊、发愕、发呆”。当时《考》正陷入困境，赫斯特用从《纽约世界报》学来的煽情手法很快使其成为了旧金山有名的煽情报纸。在改革后第一年发行量就增加了一倍，达到3万多份。到1891年老赫斯特去世时，小赫斯特已经把这家原本亏损的报纸办成平均每年获利35-50万美元的报纸。

### 进军纽约
1895年，赫斯特说服母亲，以750万美元卖掉了阿纳康达铜矿的家产，并携带之前《考察家報》所获得的利润，前往纽约。同年秋天，赫斯特从麦克莱恩手中买下了由普利策哥哥创办的《晨报》，并改名为《纽约日报》（New York Journal）。按照赫斯特的一贯做法，《纽约日报》开始大量刊登耸人听闻的新闻和引人入胜的内幕，尤其致力于凶杀暴力方面的报道。

### 黄色新闻大战
赫斯特为了与普利策《纽约世界报》拼出高下，把矛头对准《星期日世界报》，他利用《考察家报》在《纽约世界报》大厦租用的办公室，私下出高价收买了《纽约世界报》星期刊的员工，包括连环画黄孩子的作者奥特考尔特。结果一天之内，《纽约世界报》星期刊的员工全员倒戈，投入赫斯特门下。普利策忙用赫斯特所出高价将他们重新请回。不料赫斯特又出更高的价钱，终于把这批普利策精心挑选的骨干全部挖走。除了向普利策的编辑部门发动突然袭击外，赫斯特还请来了在旧金山的旧部，包括钱柏林、麦克尤恩、达文波特、安妮·劳里。他还用金钱收买了达纳《太阳报》的名记者朱利安·拉尔夫、理查德·哈定·戴维斯和爱德华·汤森。作家斯蒂芬·克兰等也都成了赫斯特的雇员。
普利策没有善罢甘休，他先将赫斯特及其部属赶出《纽约世界报》大厦，收回租给他们的办公室。接着在法院控告《纽约日报》侵犯《纽约世界报》版权。最后，为了与赫斯特较量，普利策又雇用一名画家乔治·B·卢克斯（George B.Luks），继续主持《星期日世界报》的黄孩子专栏。于是，纽约就上演了一出黄孩子的“双包案”。为了争夺读者，两家报纸都以黄孩子为旗号，展开一场声势浩大的竞赛：两家竞相刊登黄孩子大幅广告，两报推销员到处张贴黄孩子的招贴画，戏院里上演了黄孩子的歌剧。一时间黄孩子铺天盖地，笼罩在纽约上空。“黄色新闻”也由此得名，黄孩子这个漫画主角也成为一种象征，象征着普利策《纽约世界报》和赫斯特《纽约日报》竞相追求的那种高度耸人听闻的煽情作风。

### 建立帝国

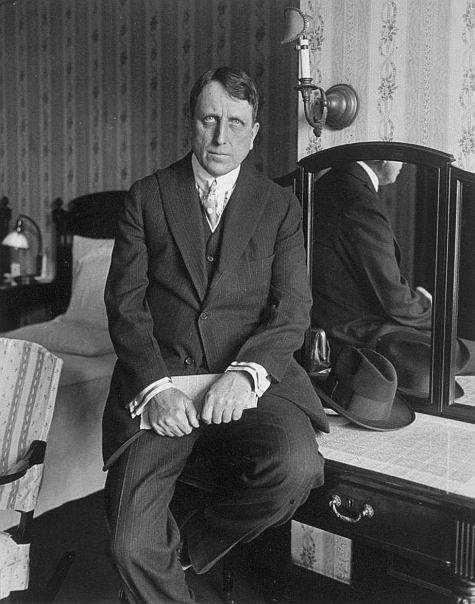
1900年赫斯特在宾馆中

20世纪初，赫斯特除了原有的《旧金山考察家报》、《纽约美国人报》（改名后的《纽约新闻报》）、《纽约新晚报》之外，赫斯特又创办了8家报纸，形成一个集团经营的报系：
- 在芝加哥，他于1900年创办晚报《芝加哥美国人报》，1902年又创办晨报《考察家报》。
- 1903年，乘当地工会正在进行与《洛杉矶时报》抗争时，打入洛杉矶，创办《洛杉矶考察家报》。
- 1904年他在波士顿办起了晚报《波士顿美国人报》，又于1917年购买了有百年历史的《每日广告报》（Daily Advertiser），于1920年购买《记录报》（Record）。
- 1912年买下亚特兰大的《佐治亚人报》（Georgian）。
- 1913年购入《旧金山呼声报》。

### 政治影響
威廉·赫斯特是民主黨人。
1898年，赫斯特為與《紐約世界報》競爭而帶動激情主義、責難西班牙並鼓吹美國宣戰的輿論風潮，迫使共和黨的威廉·麦金莱總統在西班牙已與古巴調停的情況下，发动美西戰爭，美國最終佔領了西班牙在美洲的殖民地及菲律賓，擴大其在太平洋及大西洋的勢力範圍。
他在报业获得空前成功的同时，赫斯特也在为自己谋求政治资本：1903年到1907年，在纽约市一个民主党选区參加选举，勝選後他担任了两届国会眾议员。但他把目标定在了总统選舉上。在1904年召开的民主党全国代表大会上，有204名代表投票给赫斯特，当选者奥尔顿·B·帕克（Alton B.Parker）法官，得票数为658票。第二年，他又以无党派候选人的资格竞选纽约市市长，由于坦慕尼协会操纵选票，他以大约3500票之差落选。他决定在1906年竞选纽约州州长後卷土重来，虽然他在民主党大会上获得提名，但在11月的选举中，他的对手查尔斯·埃文斯·休斯以多得6万张选票获得胜利。
1932年他支持小羅斯褔參選，但後期反對其新政。

## 评价
赫斯特是20世纪初美国报业大亨，同时也是颇受争议的人物，无论从个人生活到事业成就都是褒贬不一，毁誉参半。

### 新闻传播
赫斯特的一生都与黄色新闻结下不解之缘。说到黄色新闻由来与发展，总要涉及赫斯特其人，《外国新闻事业简史》说：“赫斯特被称为黄色新闻大王，它的名字成为黄色新闻同意语。”赫斯特在业界臭名昭著，历史上恶评如潮，但无论如何评价其人和黄色新闻，赫斯特在美国乃至全球新闻传媒史上的显赫地位已经确立无疑，对于新闻传媒事业，赫斯特和他所掀起的黄色新闻浪潮始终是对美国和世界传媒绕不过去的事实。

## 個人生活

### 婚姻

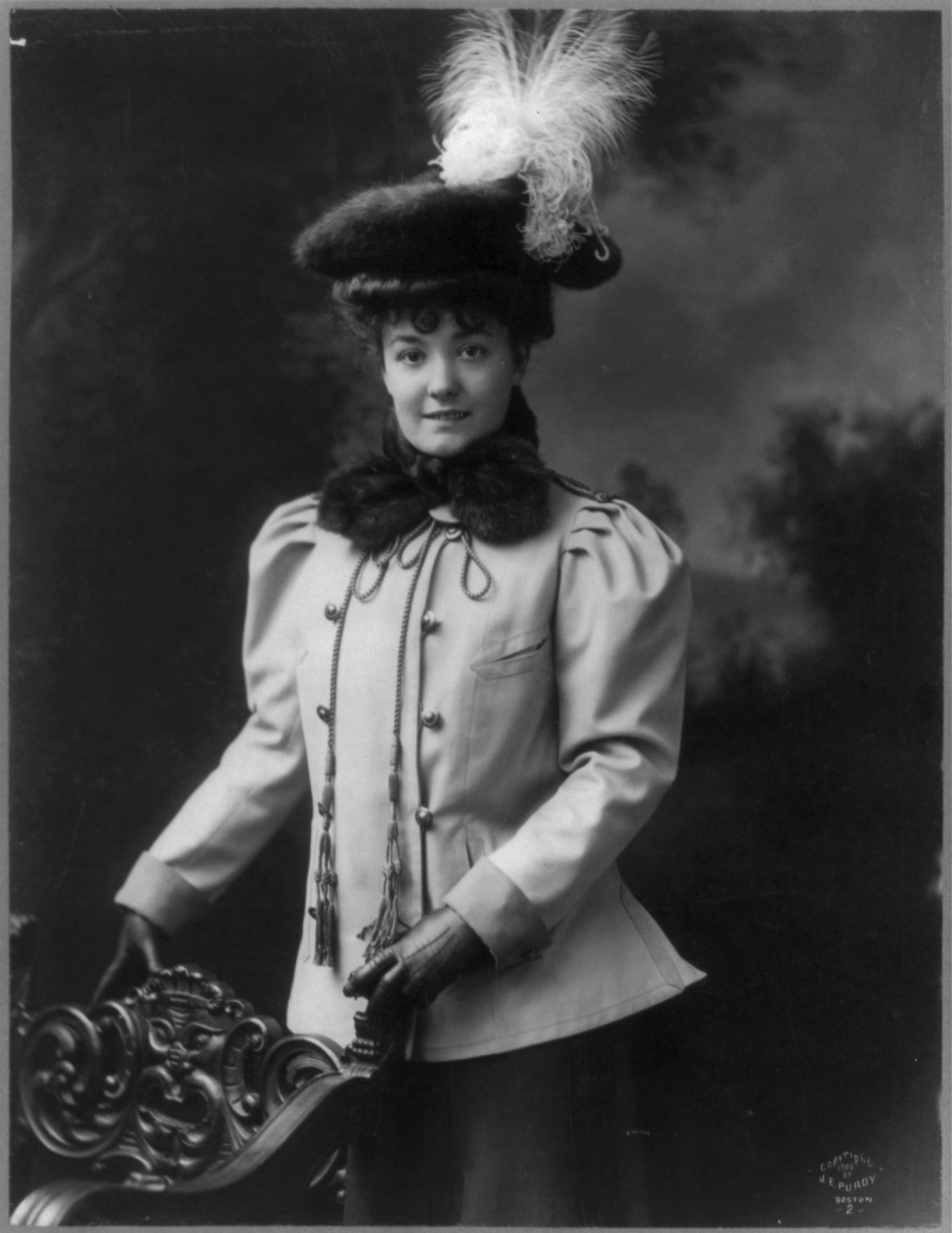
赫斯特的妻子Millicent Hearst

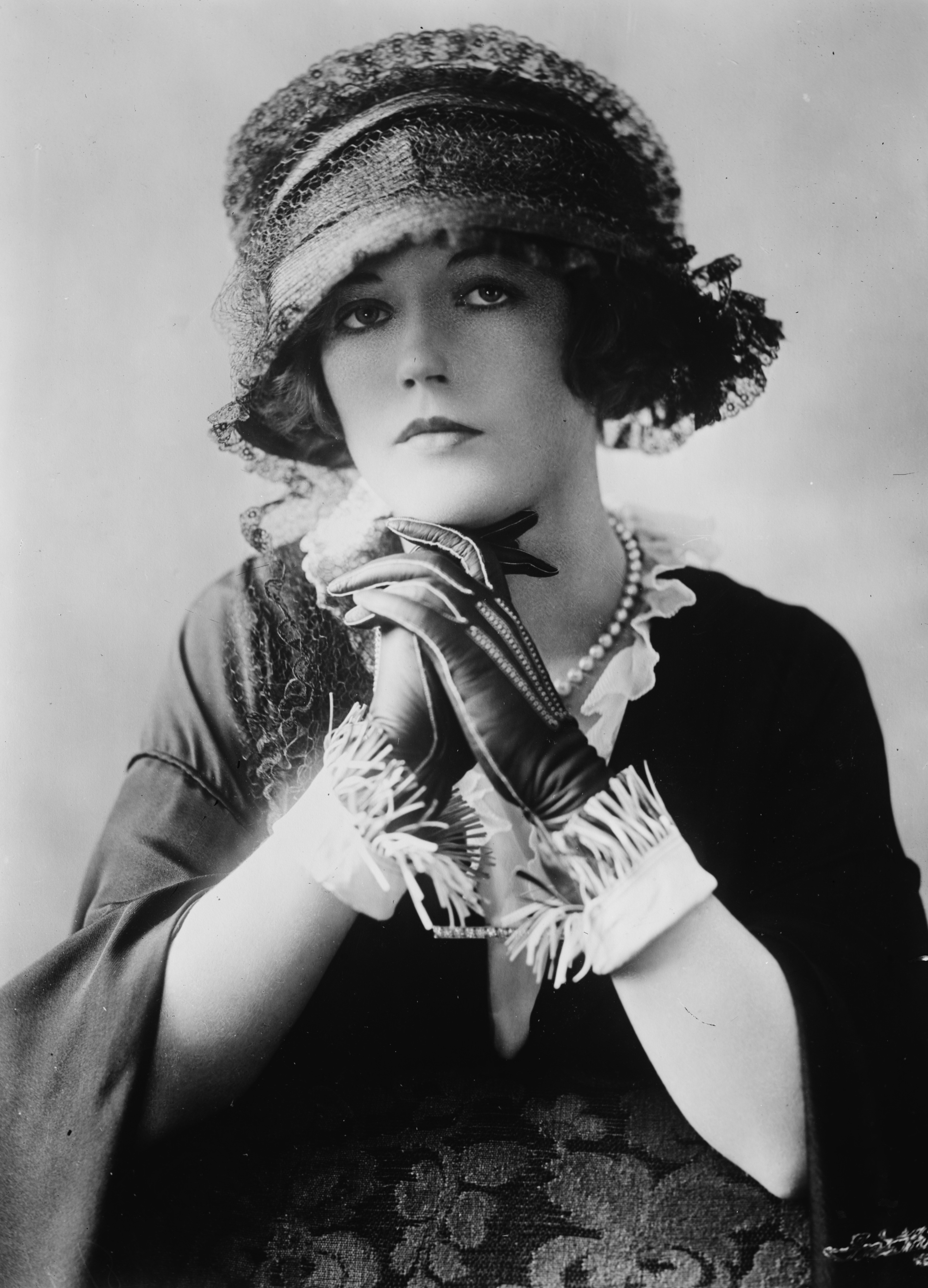
赫斯特的情妇玛丽恩·戴维斯

1903年赫斯特與时年21岁的纽约女孩蜜莉森特·薇若妮卡·威尔逊（Millicent Veronica Willson，1882–1974）结婚，并生有5子。1920年代，已婚的赫斯特在仕途受阻以後，納當紅女星、已婚的玛丽詠·戴維斯（Marion Davies，1897–1961）為情婦並公然在加利福尼亚同居。20年代中期，蜜莉森特与赫斯特分居，但婚姻关系一直维持至赫斯特去世。玛丽詠·戴維斯在1920年至1923年間為赫斯特生下一個女兒派翠西亞·雷克(Patricia Van Cleeve Lake)，對外聲稱她是戴維斯姪女,兩人在世時均未對外證實實際關係, 直到派翠西亞·雷克1993年過世前10小時，才對外公開自己的真實身分。赫斯特在婚禮時跟她親口證實, 他事實上是她親生父親。

### 后裔
1974年，威廉·赫斯特的孫女派翠西亞·赫斯特，因為加入激進組織共生解放軍結夥搶劫銀行，被判處7年有期徒刑，於入獄兩年後獲釋（颇具讽刺意味的是，在这次事件的报道中，美国许多报刊都用当年赫斯特所采取的煽情性报道，将案件大肆渲染）。

### 赫斯特城堡
从1919年开始赫斯特就开始着手在加利福尼亚州的San Simeon规划建设占地970 km²的赫斯特城堡，赫斯特去世后的1957年正式完工，如今已经成为当地的地标建筑。

## 影视作品
影史上经典的电影（Citizen Kane）即根据威廉·赫斯特的生平改编拍成。
電影《Guerrilla: The Taking of Patty Hearst》則描述派翠西亞·赫斯特的生平。